# Фэн Цзицай
Фэн Цзица́й (кит. трад. 馮驥才, упр. 冯骥才, пиньинь Féng Jìcái, род. 9 февраля 1942) — современный китайский писатель, публицист, художник, каллиграф.

## Биография
Фэн Цзицай родился в 1942 году в городе Тяньцзинь.
На формирование мировоззрения писателя большое влияние оказала мать — Гэ Чанфу, отец которой, Гэ Цзылян (1882—1935), входил в окружение видного мыслителя, государственного деятеля и лидера реформаторского движения в Китае на рубеже XIX—XX вв. Кан Ювэя (1858—1927). По словам писателя, в детстве он видел фотографию своего деда Гэ Цзыляна и Кан Ювэя на горе Тайшань, уничтоженную во время «культурной революции» — поскольку Кан Ювэй во время «культурной революции» рассматривался как самый ярый сторонник сохранения власти императора, его могила была осквернена хунвэйбинами, а останки были пронесены по улицам города. В 1928 г. Гэ Цзылян со всей семьей перебрался из провинции Шаньдун в Тяньцзинь. Его дальнейшая судьба сложилась трагично — в 1935 г. он умер от внезапного кровотечения (по всей видимости, был отравлен). Семья связывала его смерть с политическими причинами.
Дед Фэн Цзицая по отцу Фэн Цзяюй (1877—1953), как и весь клан Фэнов, жил в уезде Цыси провинции Чжэцзян. Позднее Фэн Цзяюй решил перебраться в Тяньцзинь, где несколько лет спустя открыл собственный ресторан. Отцу будущего писателя, Фэн Цзифу, исполнилось четыре года к тому моменту, когда семья обосновалась в Тяньцзине. В тот год, когда родился Фэн Цзицай, отца назначили управляющим одного из частных банков Тяньцзиня с весьма значительным жалованьем. Накануне 1949 г., когда была образована Китайская Народная Республика, семье Фэн принадлежали мукомольная фабрика, торговый дом, ведущий экспортно-импортные операции, и угольная шахта. Семья жила в собственном доме с прилегающим двориком, имела два автомобиля. Впоследствии мать и отец писателя пострадали во время «культурной революции», отец был сослан «в коровник на перевоспитание трудом».
После получения среднего образования Фэн Цзицай профессионально занимался баскетболом, однако менее чем через год был вынужден оставить спорт из-за травмы. С 1961 года работал в Студии каллиграфии и традиционной живописи гохуа Союза художников Тяньцзиня, где занимался копированием древних произведений изобразительного искусства (Фань Куан, Ма Юань, Го Си, Чжан Цзэдуань, Су Ханьчэн), а также создал несколько оригинальных художественных работ в китайском и европейском стилях. Янь Люфу учил его монохромным пейзажам в стиле эпохи Северная Сун, живописи «влажной тушью» (шуй мо) и технике мазков туши косо поставленной кистью под названием «борозды от ударов топора» (фупи цунь). У второго учителя — Хуэй Сяотуна — Фэн Цзицай учился приемам живописи южной пейзажной школы пимахуа (пимацунь), «штрихованию растрепанными листьями конопли» и традициям северной школы — «малого сине-зеленого пейзажа». В этот период у него появляется интерес к традиционной национальной культуре и этнографии Китая.
Во время «культурной революции» студия, где работал Фэн Цзицай, была закрыта — борьба с классической живописью была пунктом программы «уничтожить четыре старых» (старые культуру, идеологию, нравы и обычаи). Фэн Цзицаю пришлось сменить несколько профессий — коммивояжера, рабочего типографии, художника-оформителя. В 1974 году он начал преподавать живопись гохуа и историю искусства в Тяньцзиньском Рабочем университете декоративно-прикладного искусства.
Ужас от происходящего в стране во время «культурной революции» так потряс Фэн Цзицая, что молчать он не мог. Позднее, в 1981 г. он вспоминал об этом в автобиографической статье «Что предопределило мою судьбу»: «Эта возникшая нежданно-негаданно в 1966 г. смута, подобная упавшему с неба тяжелому молоту, сопротивляться которому невозможно, не оставила камня на камне от моего мира…».С тех пор Фэн Цзицай начал записывать все, что накипело на сердце: «Я закрывался в комнате и тайком писал. Если кто-то стучал дверь, я тотчас бросал кисть и прятал написанное по углам. Страшно даже подумать о том, что произошло бы, если бы эти записи были найдены: погиб бы сам и погубил бы семью… Каждый раз, когда начиналась новая кампания, я прятал написанное под кирпичи во дворе, либо в щели в полу, либо наклеивал слой за слоем на стены, а сверху приклеивал агитационные плакаты, чтобы потом снять их с помощью теплой воды… Однако человеку, прячущему что-либо, любое место кажется ненадежным. И однажды я, свернув черновики в рулон, затолкнул их в раму велосипеда. Днем велосипед стоял перед организацией, в которой я работал, каждый день там происходили взаимные проверки и „поиск врагов“. Я все время боялся, что кто-нибудь бросится к моему велосипеду и вытащит черновики. Беспокойство целыми днями мучило меня».
В литературу он вошел в 1977 году с историческими романами о восстании ихэтуаней, потом писал о «культурной революции», истории своего родного города Тяньцзиня, обычае бинтования ног, мире детей и стариков, проблемах спортсменов и художников, путешествиях в Европу. Среди его произведений — исторические романы, рассказы и повести, очерки, психологические рассказы, публицистика, документальная проза.
В 1988 году Фэн Цзицая избрали заместителем председателя Китайского союза работников литературы и искусства. В 1990 году Фэн Цзицай возвращается к живописи. В 1991—1992 годах его персональные выставки с успехом проходят сначала в Тяньцзине, а затем в Цзинани, Шанхае, Нинбо, Чунцине, Пекине. В экспозицию входило от 80 до 100 картин — монохромных (выполненных тушью) и выполненных акварелью в соединении с тушью. В 1994—1995 годах он выставляется за пределами Китая — в Сингапуре, Японии, Австрии, США. В ходе выставок он активно выступает с лекциями о литературе и искусстве.
С 1997 по 2002 год занимал пост заместителя председателя центрального комитета Ассоциации содействия развитию демократии в Китае.
Является действительным членом Народного политического консультативного совета Китая.
Начиная с конца 1990-х занимается активной просветительской и общественной деятельностью направленной на сохранение культурного наследия и традиций Китая. В 2003 году стартовала инициированная Фэн Цзицаем национальная программа сохранения культурного наследия.
Фэн Цзицай выпустил более 50 книг (среди которых два романа, девять повестей, рассказы, эссе, очерки, публицистика, документальная проза, литературная критика). В 2005 г. в Китае вышло собрание его сочинений в 16 томах.
В 2005 г. при Тяньцзиньском университете создан Научно-исследовательский институт литературы и искусства, которому присвоено имя Фэн Цзицая （天津大学冯骥才文学艺术研究院）.

## Творчество
В декабре 1977 г. Фэн Цзицай совместно с историком Ли Динсином опубликовал свой первый роман «Кулак во имя справедливости и мира». Вслед за этим Фэн Цзицай приступил к работе над еще одним историческим романом — «Волшебный фонарь» (1979). Действие обоих романов происходит в 1900 г. в Тяньцзине на фоне народного восстания ихэтуаней.
Видное место в творчестве Фэн Цзицая как писателя принадлежит освещению трагических событий «культурной революции», и судьбы китайской интеллигенции. Данной теме посвящены, в частности, повести «Крик» (1979), «Спасибо жизни» (1985) и сборник документальной прозы «Сто человек и десять лет» (1987, в русском переводе- «Десятилетие бедствий: записки о "культурной революции"»). Тема молодого поколения как легкой добычи для манипуляторов занимает центральное место в его прозе. В одной из первых своих повестей, «На развилке, усыпанной цветами» (1979), он не просто описывает зверства хунвэйбинов, но пытается раскрыть их внутренний мир, психологию, показывает, насколько ловко «старшие товарищи» манипулировали их сознанием. Подростки уверены, что они борются за правое дело, не подозревая, что на самом деле их ловко «дергают за веревочки» режиссеры спектакля. Поиски причин массовой истерии позднее привели писателя к анализу психологии поведения людей в трудных ситуациях, осмыслению таких явлений, как предательство, трусость, манипуляции, патологические изменения в сознании людей, переживших унижения.
Заслуженную славу писателю принесли рассказы «Резная трубка» (1979), «Нормальная температура» (1980), «Венгерский велосипед» (1981), «Итальянская скрипка» (1981), «Высокая женщина и ее муж-коротышка» (1982), «Окно на улицу» (1985) и др.
Фэн Цзицай проводит параллели между «культурной революцией» и нацизмом: «В историю XX века самыми страшными строками вписаны две величайшие трагедии человечества: зверства фашистов и великие бедствия “культурной революции”».
Если ранние произведения Фэн Цзицая критика относит к «литературе шрамов» и «дум о прошедшем», с конца 80-х годов и в течение 90-х в его прозе начала преобладать тема его родного города — Тяньцзиня, история и обычаи которого и ранее вызывали у автора большой интерес. Поэтому произведения последних лет критика относит к «городской прозе» (ши цзин сяошо 市井小说): «Прогулка в храм Покровительницы моряков» (1981), повесть «Волшебный кнут» (1984, экранизирована в 2003); повесть «Золотые лотосы длиной три цуня» (1986), повесть «Восемь триграмм инь-ян» (1988). В 1986 г. опубликована книга «Чудаки»  -цикл из 18 миниатюр о жителях Тяньцзиня. 
В 1997 г. выходит повесть «Последние дни Евы» — по признанию самого автора, своеобразная перекличка с Марком Твеном, выпустившим «Дневник Адама» (1893) и «Дневник Евы» (1905).
В книге «Вслушиваюсь в Россию» (2003), созданной по материалам поездки Фэн Цзицая в Россию в 2001 году, значительное место уделено русской литературе и живописи. Отдельная глава посвящена рисункам русских писателей и поэтов, с которыми писатель внимательно ознакомился в «Пушкинском доме», — Лермонтова, Жуковского, Гоголя, Л. Толстого, Достоевского, Маяковского.

## Переводы на русский
1. Фэн Цзицай. Бесовская сила вина. // Встреча в Ланьчжоу: Китайские писатели о молодежи. Пер. с кит.— М.: Мол. гвардия, 1987. 
2. Фэн Цзицай. Повести и рассказы: Сборник. / Сост. и предисл. Б. Рифтина. М., «Радуга», 1987. – 399 с.
3. Фэн Цзицай. Последний день Евы. / Пер. Н. Демидо. // Поэзия и проза Китая XX века. О прошлом — для будущего: сборник / Сост. Г.Б. Ярославцев, Н.В. Захарова. М.: ЗАО Изд-во Центрполиграф, 2002. С. 652–677.
4. Фэн Цзицай. Резная трубка; Письменный стол; Лю-Ловкие руки. / Пер. А. Коробовой. // Китайские метаморфозы. Современная китайская художественная проза и эссеистика. М., «Вост. лит», 2007. С. 98-117; С. 422-432.
5. Фэн Цзицай. Сестрица Юй и ее замухрышка-муж. / Пер. с кит. Н.А. Спешнева // Современная китайская проза. Жизнь как натянутая стрела. М.-СПб.: АСТ, Астрель, 2007. – С. 347 – 373.
6. Фэн Цзицай. Чудаки: короткие рассказы. / Пер. с кит. и предисловие Н.А.Спешнева. – СПб.: Бельведер, 2003. –160 с.
7.  Фэн Цзицай. Десятилетие бедствий: записки о "культурной революции" / пер. с кит и вступит. ст. А.Н. Коробовой. М.: ИВЛ, 2015. 303 с. (Библиотека китайской литературы). 